# Lil Pump
Gazzy Garcia (Miami, 17 augustus 2000), beter bekend als Lil Pump, is een Amerikaanse rapper. Bij het grote publiek werd hij in 2017 vooral bekend door zijn hit Gucci Gang.

## Carrière

### Begin carrière (2016)
Garcia's rapcarrière begon toen Smokepurpp een nummer produceerde en hem vroeg om erover te freestylen. De geproduceerde single werd onafhankelijk uitgebracht in 2016 op de muziekstreaming-website SoundCloud als zijn debuutsingle, "Lil Pump". Niet veel later volgden singles zoals "Elementary", "Ignorant", "Gang Shit" en "Drum$tick". Deze werden meer dan drie miljoen keer gestreamd. Het succes dat Garcia op SoundCloud had met zijn nummers (die bekendstaan als "SoundCloud rap") leverde hem erkenning op in undergroundrapkringen in Zuid-Florida. Hij was een van de hoofdartiesten van de No Jumper-tournee in 2016 en trad ook op tijdens het hiphopfestival Rolling Loud.

### Toenemende populariteit en Lil Pump (2017)
Garcia begon 2017 met het uitbrengen van de singles "D Rose" en "Boss", die op SoundCloud samen 70 miljoen streams opleverden. De populariteit van "D Rose" leidde tot een muziekvideo die werd geproduceerd door de in Chicago gevestigde regisseur Cole Bennett, ook bekend als Lyrical Lemonade. De muziekvideo werd uitgebracht op YouTube op 30 januari 2017. Op 9 juni 2017 tekende Garcia een platencontract met Tha Lights Global en Warner Records, slechts twee maanden voor zijn zeventiende verjaardag. In januari 2018 werd zijn contract met Warner Records echter nietig verklaard, omdat hij op het moment van ondertekening minderjarig was geweest. 
In juli 2017 kondigde Garcia via Twitter aan dat zijn debuutalbum in de maak was en in augustus zou worden uitgebracht. Het album werd echter uitgesteld en in plaats daarvan bracht hij het nummer "Gucci Gang" uit, zijn eerste nummer dat de Billboard Hot 100 haalde, met een piek op nummer drie op 8 november 2017. Het nummer werd in de VS goud en platina in januari 2018 en is drievoudig platina sinds juli 2018. 
Op 6 oktober 2017 bracht Garcia zijn eerste studioalbum uit, Lil Pump, met Smokepurpp, Gucci Mane, Lil Yachty, Chief Keef, Rick Ross en 2 Chainz.

### Harverd Dropout (2018 tot heden)
Op 18 januari 2018 bracht Garcia samen met producent Diamanté "Carnage" Blackmon "I Shyne" uit. Na berichten dat hij zijn voormalige label Warner Records had verlaten en het contract nietig was verklaard omdat hij minderjarig was op het moment van ondertekenen, boden concurrerende partijen tegen elkaar op om hem te kunnen contacteren, waarbij bedragen van 8 tot 12 miljoen dollar of meer werden geboden. Artiesten-producenten als Gucci Mane en DJ Khaled hadden belangstelling voor hem. Er waren geruchten dat Garcia in februari 2018 een contract had getekend met 1017 Records, een imprint van Gucci Mane. Toch sloot Garcia op 12 maart 2018 opnieuw een contract met Warner Records, en wel voor 8 miljoen.
Op 13 april 2018 verscheen Garcia's single "Esskeetit", die piekte op nummer 24 op de Billboard Hot 100.
In juli 2018 bracht hij de single "Drug Addicts" uit, alsook een videoclip waarin acteur Charlie Sheen figureert.
In september 2018 werkte Garcia samen met Kanye West en actrice en cabaretier Adele Givens aan het nummer "I Love It". Het nummer werd meteen nummer 1 in de Canadian Hot 100.
Garcia kondigde in augustus 2018 een tournee aan om zijn niet-uitgebrachte album Harverd Dropout te promoten, maar de tournee werd een maand later geannuleerd vanwege "onvoorziene omstandigheden". Op 5 oktober 2018 bracht hij "Multi Millionaire" uit als single met Lil Uzi Vert.
Op 25 oktober 2018 bracht dubstep-producent Skrillex het nummer "Arms Around You" uit, een samenwerking die hij maakte met Garcia, Maluma, Swae Lee en postume vocalen van XXXTentacion.
In december 2018 werd Garcia ervan beschuldigd racistisch te zijn jegens Aziaten nadat een fragment van zijn nieuwe nummer "Butterfly Doors" openbaar was geworden; de teksten bevatten Aziatische stereotypen en beledigingen, waaronder Ching chong (een beledigende imitatie van het Chinees) en "ze noemen me Yao vanwege m'n laaggelegen ogen", waarbij Garcia spottend zijn ogen omlaagtrekt. Het veroorzaakte behoorlijk wat negatieve berichtgeving in de pers en leidde ertoe dat Chinese rappers diss-tracks tegen hem uitbrachten. Op 24 december 2018 zette hij een video op Instagram waarin hij zich verontschuldigde, en later bracht hij de single uit zonder de aanstootgevende teksten.
Op 21 februari 2019 bracht Garcia met Lil Wayne het nummer "Be Like Me" uit. Een videoclip met beide artiesten werd ook uitgebracht.
Op 22 februari 2019 verscheen uiteindelijk toch nog zijn tweede studioalbum Harverd Dropout, met Kanye West, Lil Wayne, Offset, Quavo, Smokepurpp, Lil Uzi Vert en YG.

## Prijzen en nominaties
| Jaar | Prijs                  | Categorie               | Genomineerd werk | Resultaat   | Ref.  |
| ---- | ---------------------- | ----------------------- | ---------------- | ----------- | ----- |
| 2018 | Billboard Music Awards | Top Streaming Song      | "Gucci Gang"     | Genomineerd | [ 3 ] |
| 2018 | MTV Video Music Awards | Push Artist of The Year | Lil Pump         | Genomineerd | [ 4 ] |

- Bibliothèque nationale de France: cb17772831r (data)
- Gemeinsame Normdatei: 1206942444
- International Standard Name Identifier: 0000 0004 6593 3485
- Library of Congress Control Number: no2018017189
- MusicBrainz: 65a01fd2-35fb-4817-90d5-ab5506b21161
- Réseau des bibliothèques de Suisse occidentale: 02-A027704792
- Virtual International Authority File: 1315151965359400470001
- WorldCat: E39PBJrRbJF8C8p7cFrXKfCJDq